# Żarłacz tępogłowy
Żarłacz tępogłowy, żarłacz wielkogłowy (Carcharhinus leucas) – gatunek ryby chrzęstnoszkieletowej z rodziny żarłaczowatych (Carcharhinidae). Ten drapieżny rekin jest powszechnie spotykany na całym świecie w ciepłych i płytkich wodach wzdłuż wybrzeży i rzek. Znany jest ze swojej agresywnej natury, uważany jest za jednego z najbardziej niebezpiecznych rekinów. Przebywa w strefie przybrzeżnej, dlatego stanowi zagrożenie dla kąpiących się ludzi. Jest prawdopodobnie odpowiedzialny za większość przybrzeżnych ataków rekinów, w tym wielu przypisywanym innym gatunkom. Żarłacze tępogłowe nie są rekinami słodkowodnymi, mimo swej zdolności do przetrwania w tych warunkach, w odróżnieniu od rekinów rzecznych z rodzaju Glyphis. Poławiany komercyjnie i sportowo.

## Taksonomia i filogenetyka
Żarłacz tępogłowy po raz pierwszy został opisany przez Achille Valenciennes oraz przez Johannes Peter Müller i Jakob Henle w 1839 roku jako Carcharias (Prionodon) leucas, które później zmieniono na obowiązujące dzisiaj Carcharhinus leucas. Nazwa rodzaju Carcharhinus pochodzi od greckiego "karcharos" oznaczającego "wyostrzyć" i "rhinos", które oznacza nos. W literaturze spotykane są również następujące nazwy: Carcharias (Prionodon) zambezensis, Carcharhinus zambezensis, Prionodon platyodon, Squalus platyodon, Squalus obtusus, Eulamia nicaraguensis, Carcharias azureus, Carcharias spenceri, Galeolamna (Bogimba) bogimba, Galeolamna greyi mckaili i Carcharhinus vanrooyeni.
Żarłacz tępogłowy nazwę zawdzięcza głównie swojemu wyglądowi oraz agresywnej naturze. We Francji ryba ta nazywana jest "rekinem buldogiem", w Hiszpanii zaś "rekinem sardyńskim". W innych rejonach świata spotyka się następujące określenia: "rekin z Zambezi", "rekin Van Rooyena" (Afryka), "rekin gangeski" (Indie), "rekin nikaraguański" (Ameryka Środkowa).

## Występowanie i środowisko
Gatunek kosmopolityczny spotykany w większości ciepłych (od tropikalnych do umiarkowanych) wód oceanicznych. Preferuje ciepłe i płytkie akweny, spotykany zarówno w akwenach słonowodnych, jak i słodkowodnych, szczególnie w ujściach rzek. Dobrze znosi wody słodkie, choć nie jest gatunkiem typowo słodkowodnym. Wpływa do estuariów, a także daleko w górę rzek, a nawet do jezior. Dociera 4200 km w górę Amazonki i 1200 km w górę Mississippi. Odnotowano też osobniki spotykane w górnej części rzeki Ohio w stanie Kentucky.  
Żywi się rybami (w tym innymi rekinami), delfinami, żółwiami, ptakami i bezkręgowcami.  

## Cechy morfologiczne
Masywne ciało, szary grzbiet i jasne boki. Silne szczęki uzbrojone w ostre zęby. Osiąga długość do 3 metrów (maksymalnie 3,5 m). Samce są mniejsze, osiągają przeciętnie ok. 2 m długości i ważą około 90 kg. Największe okazy osiągają do 316 kg masy ciała.